# Colonna a riempimento

Simbologia utilizzata nei P&ID per indicare una colonna a riempimento.

La colonna a riempimento o colonna a corpi di riempimento o colonna a letto impaccato (in inglese "packed column" o "packed bed") è un'apparecchiatura chimica utilizzata in una serie di operazioni unitarie (tra cui distillazione, assorbimento gas-liquido e strippaggio) in cui è necessario effettuare un trasferimento di materia tra due fasi fluide.

## Caratteristiche costruttive e funzionamento dell'apparecchiatura

Schema di funzionamento di una colonna a corpi di riempimento

La colonna consiste in un recipiente cilindrico (in acciaio) riempito con un adatto materiale, chiamato "riempimento" (in inglese "packing"). Tale materiale può essere costituito ad esempio da cilindretti in ceramica, e ha la funzione di aumentare la superficie di contatto tra i due fluidi che entrano in colonna, generalmente in controcorrente.
Il contatto tra le fasi è di tipo continuo; il riempimento serve per dare una superficie sulla quale il liquido possa scorrere dall'alto verso il basso, mentre il gas risale con moto contrario. Si cerca di avere la massima superficie possibile di scambio di materia. Infatti, all'aumentare della superficie di scambio tra i due fluidi aumentano i coefficienti di scambio, in particolar modo aumenta il coefficiente di scambio di materia, e questo permette di avere apparecchiature con maggiori prestazioni, ovvero meno ingombranti e meno costose.
Il liquido può essere immesso dall'alto attraverso un apposito distributore di liquido, dal quale il liquido può scendere da aperture a stramazzo.
Il riempimento non viene poggiato direttamente sul fondo della colonna, bensì poggia su un sostegno meccanico ("griglia di supporto"), con aperture di dimensioni minori dei corpi riempimento, in modo da trattenerli. In questa maniera, il gas che entra nell'apparecchiatura dal basso si distribuisce in maniera uniforme attraverso tutta la sezione trasversale della colonna.
Sopra la sezione di riempimento (e sotto il distributore) è posizionata una griglia metallica che ha lo scopo di trattenere i corpi di riempimento, che altrimenti potrebbero subire degli spostamenti per effetto della corrente in salita.
Inoltre possono essere disposti dei "redistributori" nella sezione di riempimento, ad intervalli regolari, che hanno il compito di rendere più uniforme la distribuzione delle fasi (liquido e gas). Infatti il liquido tende ad aderire alla parete del recipiente, mentre il gas tende ad occupare la zona centrale, per cui in assenza di redistributori diminuirebbe l'area interfacciale gas-liquido e di conseguenza l'efficienza della colonna a riempimento.

## Tipologie di riempimento
Il riempimento può essere eseguito in due modi:
- in modo casuale
- a pacchi strutturati.

### Riempimento casuale
Il primo metodo molto utilizzato fino agli anni '70 consiste nel riempire la colonna con elementi cilindrici cavi (anelli Raschig) o elementi a forma di sella (selle Berl) in modo appunto che i due fluidi aderiscano sotto forma di film su tali elementi. Tuttavia la principale limitazione del riempimento casuale è determinata della possibilità che si formino dei cammini preferenziali, ovvero zone in cui il riempimento è meno compatto. In tal caso i fluidi tenderebbero a percorrere la colonna senza distribuirsi uniformemente sul riempimento, con perdite di prestazioni. Altre limitazioni sono dovute alle perdite di carico elevate ed alla possibilità che la colonna si ingolfi facilmente, specie se vengono introdotti fluidi ad alta viscosità.

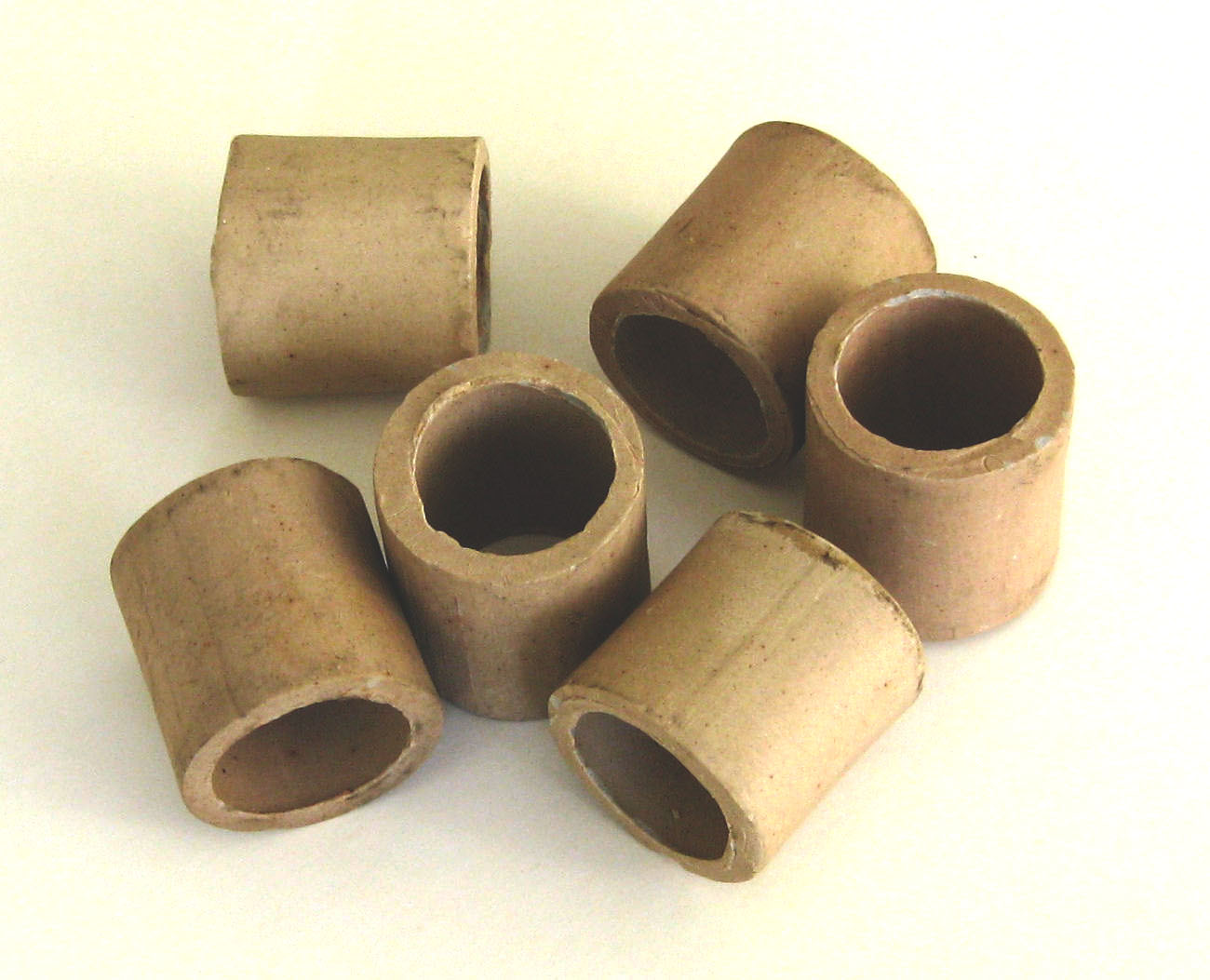
Anelli Raschig in materiale ceramico
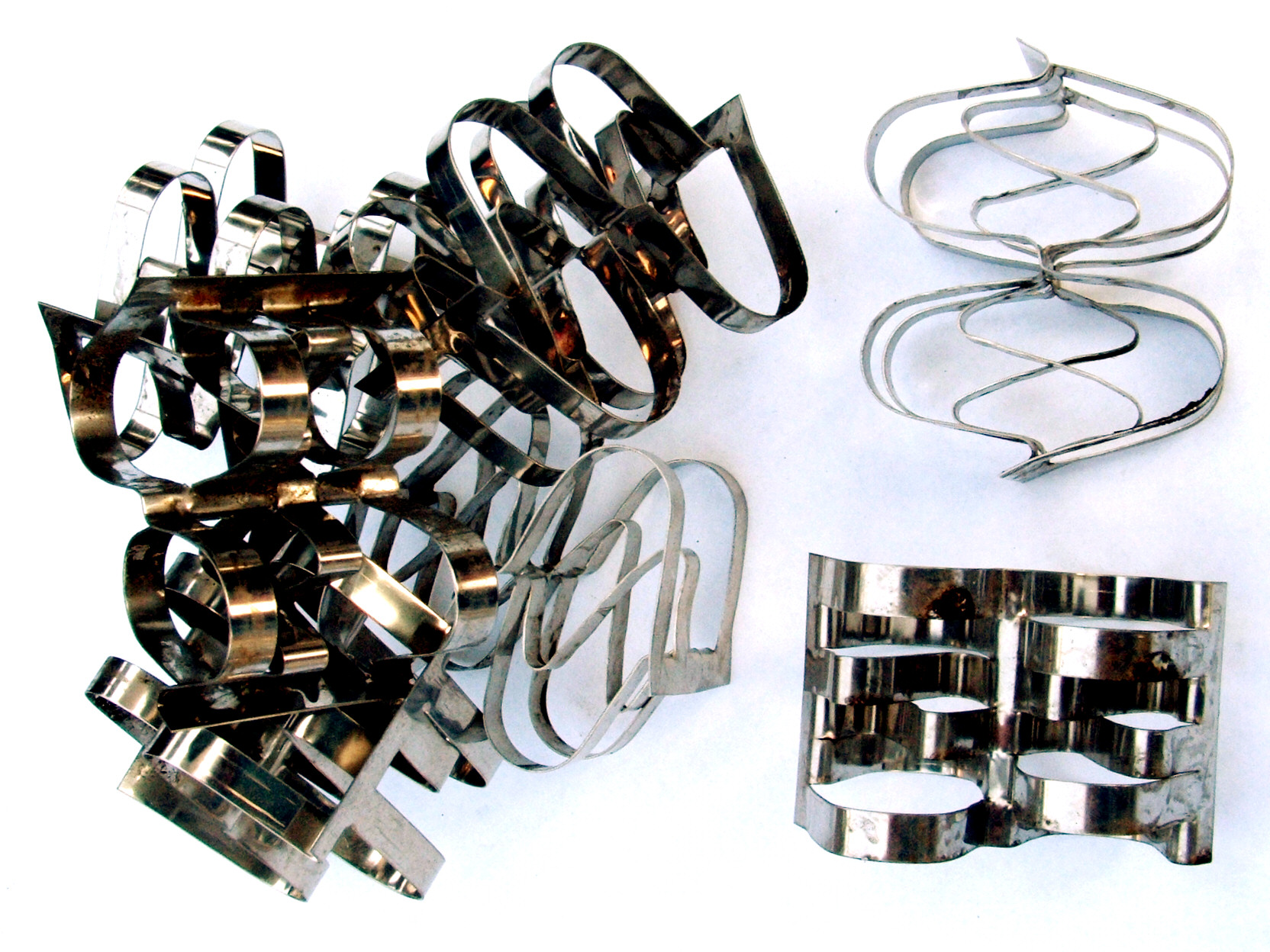
Anelli Raschig in metallo
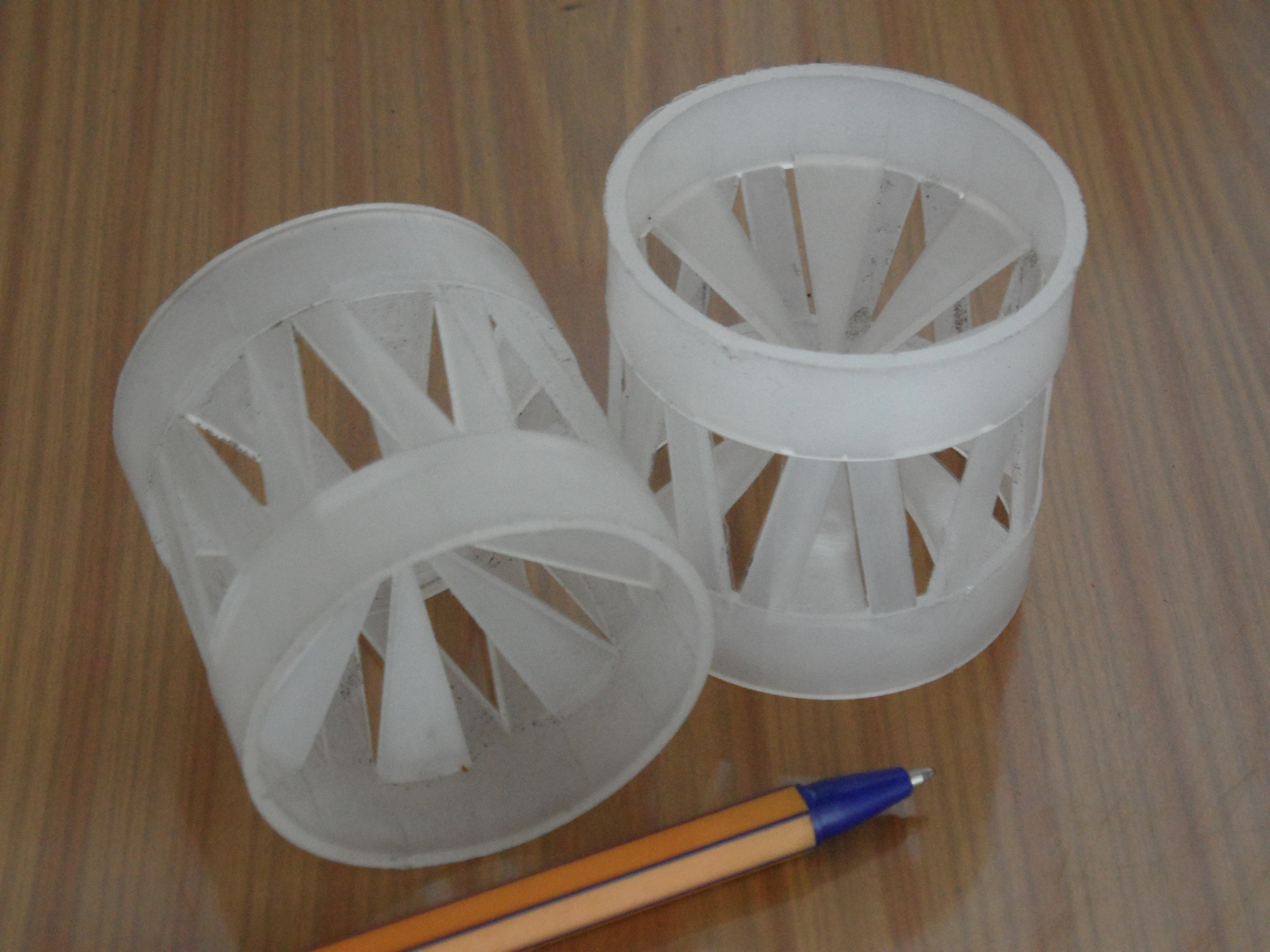
Anelli Bialecki in polipropilene

### Riempimento strutturato

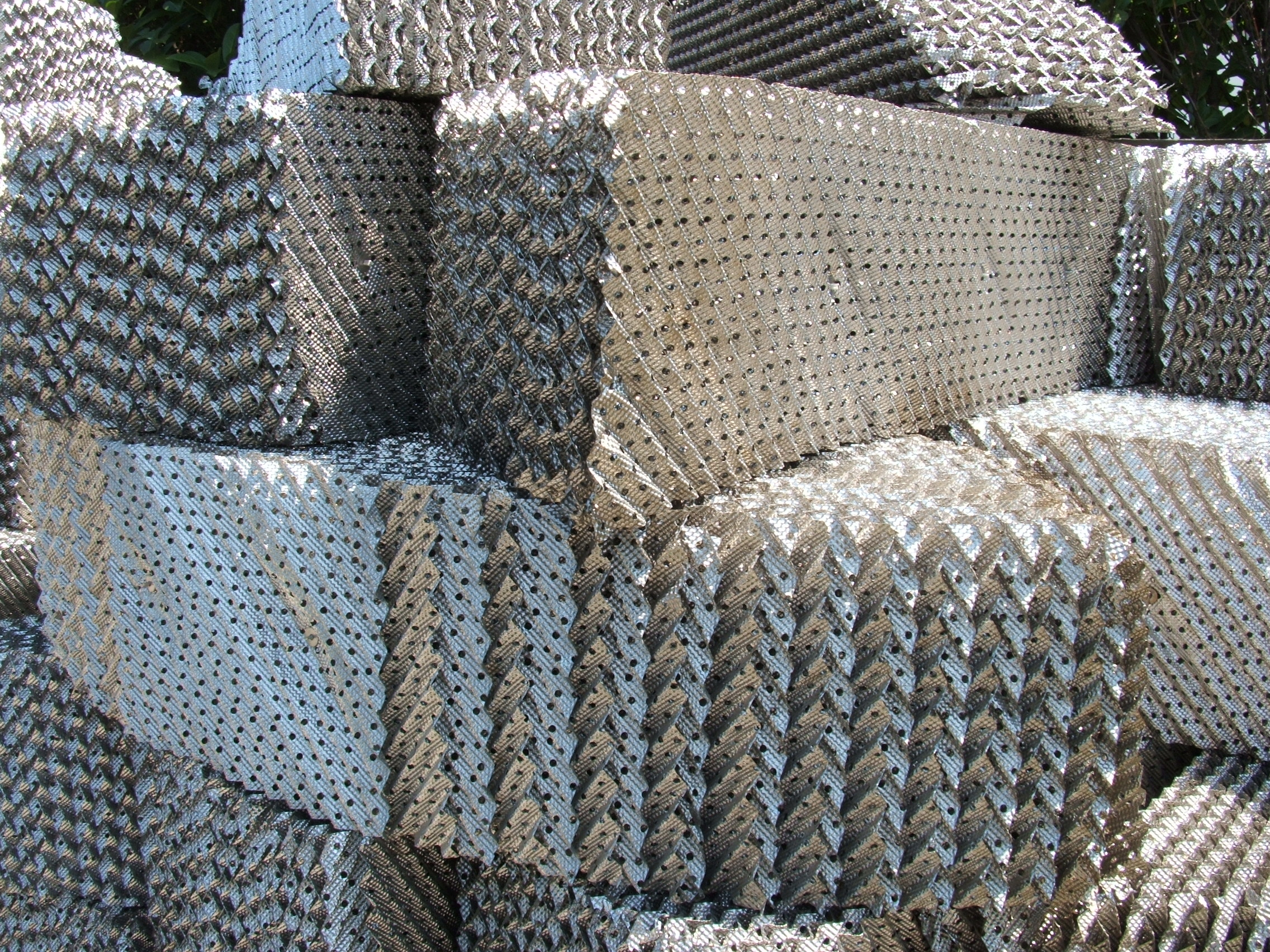
Riempimenti strutturati per colonne di distillazione.

Il riempimento per pacchi strutturati, oggi utilizzato nella maggior parte delle operazioni unitarie accennate, permette di ovviare ai problemi dovuti alla disposizione casuale degli elementi. Il pacco strutturato consiste in un sistema di lamelle ondulate applicate a due griglie di sostegno. La colonna riempita con i pacchi strutturati presenta non solo minori perdite di carico, ma anche una minore altezza, dato che questo tipo di riempimento fa sì che ogni pacco presenti una minore altezza equivalente del piatto teorico (HETP) che non nel riempimento casuale. Tutto ciò si traduce in una migliore efficienza della colonna e in un minore costo di manutenzione.

## Applicazioni
Le colonne a riempimento furono progettate per le operazioni di distillazione, ma poi sono state utilizzate con ottimi risultati anche nelle operazioni di assorbimento, di strippaggio e nella estrazione liquido-liquido. In quest'ultimo caso bisogna fare uso di liquidi che non vanno a dare sporcamento, così da evitare l'intasamento del materiale di riempimento.
Le composizioni di liquido e vapore variano in maniera continua lungo la colonna di riempimento, contrariamente alla colonna a piatti in cui le composizioni variano per elementi discreti.
Le colonne a riempimento possono essere utilizzate negli impianti di incenerimento dei rifiuti.